# سرژ رومانو
سرژ رومانو (انگلیسی: Serge Romano؛ زادهٔ ۲۵ مهٔ ۱۹۶۴) بازیکن سابق و مربیفوتبال اهل فرانسه است.
از باشگاه‌هایی که در آن بازی کرده‌است می‌توان به باشگاه فوتبال ولورهمپتون واندررز، باشگاه فوتبال تولوز، باشگاه فوتبال تروا، و باشگاه فوتبال متس اشاره کرد.